# Capinota
Capinota – miasto w Boliwii, w departamencie Cochabamba, w prowincji Capinota.